# Argent (héraldique)
Pour les articles homonymes, voir Argent (homonymie).

Représentation de l'argent en héraldique.

L’argent est, en héraldique, un métal de couleur blanche. 
En représentation monochrome, il est symbolisé par un fond blanc, uni et sans aucune hachure.
Dans les armoiries imaginaires, l'argent est le seul des sept émaux (or, argent, gueules, sable, azur, sinople et pourpre) et des fourrures (hermine et vair) utilisés qui n'a jamais de signification péjorative.

## Exemples d'utilisation
Voici deux exemples d'armoiries utilisant l'argent.

Argent plain, Armoiries imaginaires.
Une aigle d'argent.